# Doença de Ollier
Doença de Ollier é um transtorno não-hereditário esporádico, no qual há múltiplos endocondromas que geralmente se desenvolvem na infância. A prevalência é estimada em cerca de 1/100.000.